# イングランドの地理
イングランドはグレートブリテン島の中部・南部3分の2、そしてワイト島を最大とする複数の小さな島々で構成されており、北方をスコットランド、西方をウェールズに接している。イギリス本島の国々のなかで最もヨーロッパ大陸に近く、フランスからはイギリス海峡を挟んで 33 km (21 mi) しか離れていない。フォークストーン近くの50 km (31 mi) の英仏海峡トンネルは、イングランドを直接ヨーロッパ大陸に繋いでおり、イギリスとフランスの国境はこのトンネルを半分までいったところにある。
イングランドの大部分はなだらかな丘陵地で構成されているが、島を東西に分けているペナイン山脈があるため、概して北部はより山がちである。北部やミッドランズにある他の山がちな地形は湖水地方、ノースヨークムーアズ国立公園、そしてピーク・ディストリクトである。地形のタイプを分けるおおよその境界はしばしばティーズ川とエクス川を結ぶ線によって表される。その線の南の方には、イースト・アングリアやフェンズを含むより平坦な陸地が広がり、山がちな地域にはコッツウォールド丘陵、チルターン丘陵、ノースそしてサウスダウンズ丘陵が含まれる。
イングランドで最も大きい天然港は中南海岸のプールにある。一部の人はこの港をオーストラリアのシドニーに次いで世界で二番目に大きい港だとしているが、このことは議論の過程にある。

## 気候
イングランドは温帯であり、年間を通して豊富な降雨がある。季節は気温の点において移り変わりがとても大きいが、気温は30 °C (86 °F)をほとんど超えず、−5 °C (23 °F)をほとんど切らない。卓越風は南西から吹き、暖かく湿った空気を定期的に、大西洋からイングランドに運んでくる。東部が最も乾燥していて南部が最も暑く、またこの地域はヨーロッパ大陸に近い。降雪は冬と早春に起こりうるが、高地から離れたところではよく起こるわけではない。
イングランドは、11月から2月にかけてのウェールズの最低気温と12月から2月にかけての北アイルランドの最高気温を超えていないことを除けば、年間を通して他の連合王国の国々の中で最高気温・最低気温がともに高い。イングランドはまた年間を通して最も晴れの日が多く、しかし他の連合王国の国々とは違い7月が最も晴れの日が多い月で、合計すると192.8時間である。
イングランドで記録された最高気温は2003年8月10日にケント州のファヴァシャムに近いブログデールで記録された38.5 °C (101.3 °F)で、最低気温は1982年1月10日にシュロプシャー近郊のエジモンドで記録された−26.1 °C (−15.0 °F)である。
南西イングランドの気候はそれ以外のイングランドの地域に比べてかなり異なり且つ幾分暖かく、独自の気候を形成している。作物、花そして植物は他のイングランドや連合王国の国々よりもより早く育てられる。

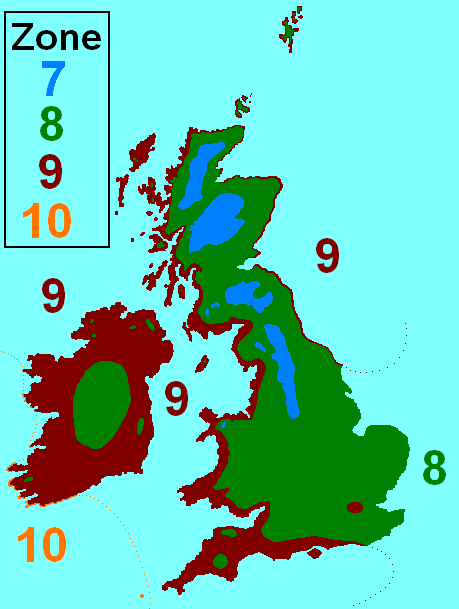
British Isles climatic zones

 イングランドは主にゾーン8に位置するが、ペナイン山脈とカンブリア山脈はより寒いゾーン7に位置し、西イングランド、アイルランド沿岸部、南海岸そしてロンドンはより暖かいゾーン9に位置している。とても小さい地域ではあるが、シリー諸島はイギリス諸島の中で最も暖かい10気候区（亜熱帯に近い）に位置している。
| イングランドの気候                    | イングランドの気候 | イングランドの気候 | イングランドの気候 | イングランドの気候 | イングランドの気候 | イングランドの気候 | イングランドの気候 | イングランドの気候 | イングランドの気候 | イングランドの気候 | イングランドの気候 | イングランドの気候 | イングランドの気候 |
| 月                                    | 1月                | 2月                | 3月                | 4月                | 5月                | 6月                | 7月                | 8月                | 9月                | 10月               | 11月               | 12月               | 年                 |
| ------------------------------------- | ------------------ | ------------------ | ------------------ | ------------------ | ------------------ | ------------------ | ------------------ | ------------------ | ------------------ | ------------------ | ------------------ | ------------------ | ------------------ |
| 平均最高気温 °C （°F）                | 6.6 (43.9)         | 6.9 (44.4)         | 9.3 (48.7)         | 11.7 (53.1)        | 15.4 (59.7)        | 18.1 (64.6)        | 20.6 (69.1)        | 20.5 (68.9)        | 17.5 (63.5)        | 13.6 (56.5)        | 9.5 (49.1)         | 7.4 (45.3)         | 13.1 (55.6)        |
| 平均最低気温 °C （°F）                | 1.1 (34)           | 1.0 (33.8)         | 2.4 (36.3)         | 3.6 (38.5)         | 6.3 (43.3)         | 9.1 (48.4)         | 11.4 (52.5)        | 11.2 (52.2)        | 9.3 (48.7)         | 6.6 (43.9)         | 3.5 (38.3)         | 2.0 (35.6)         | 5.6 (42.1)         |
| 雨量 mm （inch）                      | 84.2 (3.315)       | 60.1 (2.366)       | 66.5 (2.618)       | 56.8 (2.236)       | 55.9 (2.201)       | 62.9 (2.476)       | 54.1 (2.13)        | 66.7 (2.626)       | 73.3 (2.886)       | 83.6 (3.291)       | 83.5 (3.287)       | 90.4 (3.559)       | 838.0 (32.992)     |
| 平均降雨日数                          | 13.4               | 10.4               | 12.1               | 10.1               | 9.8                | 9.8                | 8.5                | 9.4                | 10.2               | 11.8               | 12.5               | 13.1               | 131.2              |
| 平均月間日照時間                      | 50.5               | 67.7               | 102.5              | 145.2              | 189.9              | 179.4              | 192.8              | 184.1              | 135.0              | 101.3              | 65.2               | 43.9               | 1,457.4            |
| 出典：Met Office (1971–2000 averages) |                    |                    |                    |                    |                    |                    |                    |                    |                    |                    |                    |                    |                    |

## 地質
イングランドの地質は主に堆積性である。最も新しい岩石は南東部にあり、北西方向に行くに従って古くなっていく。ティーズ川とエクス川を結ぶ線は、南東部のより新しく柔らかくそして低く位置している岩石と、北西部のより古く硬くそして概してより高い起伏部を分ける境界を示している。イングランドの地質はその地域の風景によって識別できる。例えばカンブリアやケント、ノーフォークはすべてとても異なった見た目をしている。北イングランドと西イングランドの地質は近隣のウェールズやスコットランドにある程度近めで、同時に南イングランドと東イングランドはより北フランス、ベルギー、そしてオランダの北海やイギリス海峡に渡ってある地質に並ぶ。
地理的特徴:
- チェダー峡谷 - グレートブリテンで最も大きい峡谷
- ジュラシック海岸 - ユネスコ 世界遺産
- ソールズベリ平野
- ティーズ川－エクス川線
- ホイン・シル
- ロンドン盆地
- ハンプシャー盆地
- ロンドン－ブラバント断層地塊
- ダートムーア - 花崗岩の底盤上に岩山を形成しているイングランド南西部にある、連続した湿原の一つ。
- リザードコンプレックス - 陸にある海洋性地殻の一部で古代のもの(すなわちオフィオライト)。

地理的資源:
- 石炭
- 北海油田
- 砂礫
- 陶土
- 銅とスズ
- 岩石
- 北海ガス

もう少し少ないが見られるものとしては
- 地熱エネルギー
- 陸上の石油

## 主要な町と都市
ロンドンはイングランドで最も大きな都市地域で、世界で最も大きくかつ混雑した都市の一つである。他の、主に中央部・北部イングランドにある都市は相当の大きさで影響力を持つ。イングランドの最大規模の都市、もしくは都会地域のリストは議論されている。というのも普通の都市の意味は「連続的に建てられた都市区域」だが、これは特にイングランドにある行政区域がしばしば都市開発の限界に一致せず、多くの町や都市が何世紀も超えて複雑な都市の密集から成長してきたので、定義が難しいからである。
イングランドの中で最大規模の都市は以下に示すようである (アルファベット順):
- バーミンガム
- ブラッドフォード
- ブリストル
- コベントリー
- ダービー
- キングストン・アポン・ハル
- リーズ
- レスター
- リバプール
- ロンドン
- マンチェスター
- ミドルズブラ
- ニューカッスルアポンタイン
- ノーウィッチ
- ノッティンガム
- オックスフォード
- ピーターバラ
- プリマス
- ポーツマス
- シェフィールド
- サウザンプトン
- ストーク＝オン＝トレント
- ウォルバーハンプトン

## 地形、山と丘陵
イングランドは、一般的にブリテンの他の部分よりも低く平坦であるが、その形状によって主要な二つの部分、南と東とミッドランドの低地と、北と西のよりでこぼこがある高地にわかれる。イーストアングリアは、高い丘や山を持たず、フェンス、つまりイングランドの最も低い地域を占めている、イングランドの最も低い地域である。ノース・ウェスト・イングランドはイングランドの最も高い地域で、最高峰であるスコーフェル峰を含む最も高い山々を含んでいる。
イングランドでは、山は公式に600メートル以上のものと決められており、大半が北イングランドにある。

## 人文地理

### 土地利用
イングランドの総面積は129,720 km²である。耕作地休耕地も合わせると国土の30%を占め、牧草地は36%、他の農業地域は5%、森林は8%、そして市街地は21%を占める。

### 近隣諸国
イングランドは二つの国境を持つ。チェビオット丘陵に沿っている96kmのスコットランドの国境、そしておおよそオッフズダイクに沿った257kmに及ぶウェールズとの国境がある。西ではアイリッシュ海がイングランドとアイルランド、マン島を隔てていて、東では北海がイングランドをデンマーク、ドイツ、オランダそしてベルギーとを隔て、南ではイギリス海峡がイングランドをフランスとチャネル諸島から隔てる。

### 経済地理

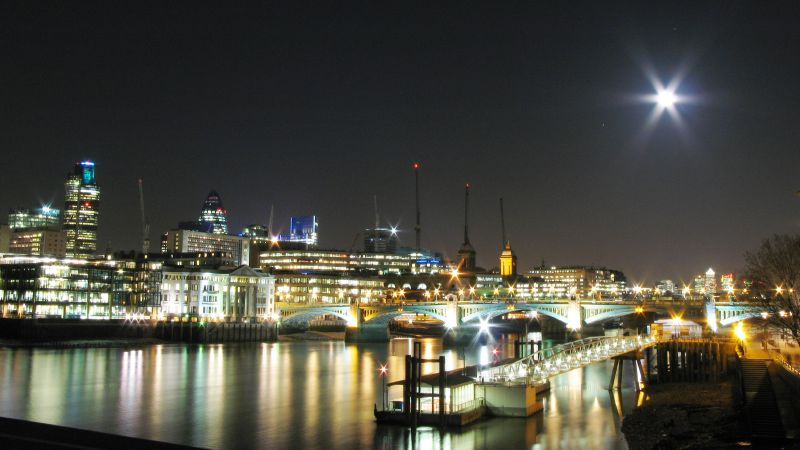

イングランドはヨーロッパそして世界で一番の経済大国の一つであり国民一人当たりのGDP平均が22,907ポンドである。イングランドの経済は混合市場経済と呼ばれており、ヨーロッパのライン資本主義に反して、自由市場の理念を多く採用しているが、社会保障制度がよく発達している。イングランドの通貨はGBPとしても知られているポンドである。イングランドは独自の紙幣を印刷しており、ウェールズでも普及している。またイングランドの経済は、イギリスの経済の大半を占めている。

#### 地域間の差

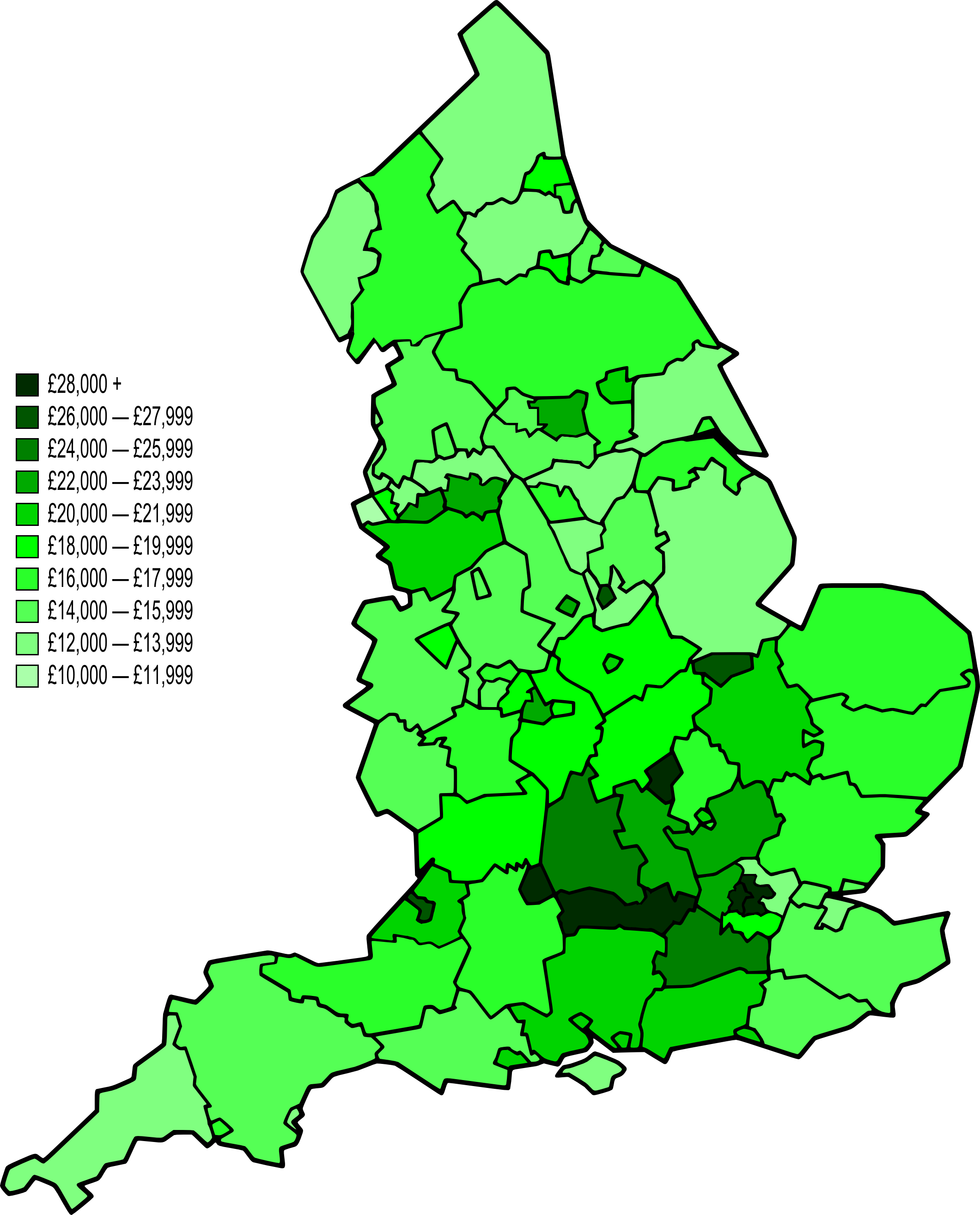
2007年の富の分布を示す一人当たりのGVA平均によって分けられたイングランドの地図

イギリスの経済発展度は地域によって違ってくる。国民一人あたりのGDPはロンドンで最も高い。一般的にイングランドの北部・西部地域が最も貧しく、南部と東部が最も裕福である。以下の表は、イングランド全体と、各９地域の国民一人あたりのGDP(2004)を示している。
| 順位 | 地域                               | 一人当たりGDP in Euros |
| ---- | ---------------------------------- | ---------------------- |
|      | イングランド                       | 26 904                 |
| 1.   | ロンドン                           | 44 401                 |
| 2.   | サウス・イースト・イングランド     | 31 300                 |
| 3.   | イースト・オブ・イングランド       | 27 778                 |
| 4.   | サウス・ウェスト・イングランド     | 27 348                 |
| 5.   | イースト・ミッドランズ             | 26 683                 |
| 6.   | ウエスト・ミッドランズ             | 25 931                 |
| 7.   | ノース・ウェスト・イングランド     | 25 396                 |
| 8.   | ヨークシャー・アンド・ザ・ハンバー | 25 300                 |
| 9.   | ノース・イースト・イングランド     | 22 886                 |

EUで最も経済発展をした10地域のうち二つの地域がイングランドにある。ロンドン内部は最も裕福で、一人あたりのGDPが71,338ユーロ（EU平均303%超え）、そしてバークシャー、バッキンガムシャー、オックスフォードシャーが七番目につけていて、一人あたりGDPが40,937ユーロ（EU平均174%超え）である。

### 政治的地理
かつては王国で独立した国だったイングランドはスコットランドと連合し、のちにUKとなった（ウェールズは当時イングランドの一部とされていた）。2015年時点で、自治が行われていないのにUKの中で政治的実体として存在するという点で、イングランドは独特かつしばしば議論の対象になる。イングランドはブリテンの議会の議員によって代表され、イングランドにのみ関わる事案もUK議会によって議論される。またイングランドは欧州議会に議員を派遣する複数の地域に分けられる。